# Kamil Berdych
Kamil Berdych (křtěn Václav) (18. listopadu 1885 Nýřany – 3. května 1914 Praha – vinohradská nemocnice), byl český anarchistický básník.

## Život
Pocházel z Nýřan, narodil se v neúplné rodině a vyrůstal pouze s neprovdanou matkou Annou Berdychovou ve nuzných poměrech. Jeho otcem měl být muž z „lepší společnosti“, kterým Berdych pohrdal a vyjádřil pohrdání i ve svých verších. Pracoval jako knihvazač v Plzni, jako horník v kamenouhelných dolech v Nýřanech a ve volném čase skládal poezii. Nejčastěji publikoval v plzeňském literárním časopisu Červen, který spoluzakládal. Později se mu podařilo sehnat místo kulisáka ve vinohradském Městském divadle.
Jeho první knižně vydané verše Z melodií bastarda byly kritikou příznivě přijaty. Národní politika ocenila, že – na rozdíl od vrstevníků – nejsou Berdychovy verše mnohomluvné.
V roce 1906 vystoupil z římskokatolické církve a zůstal bez vyznání. Jako sedmadvacetiletý onemocněl tuberkulózou, na kterou zemřel týden před vypuknutím první světové války.

## Posmrtný osud díla
Po smrti byl téměř zapomenut. Ve roce 1940 připomněl jeho jméno v Kritickém měsíčníku Kamill Resler, který básníka znal osobně. V roce 1946 vzpomněl v Literárních novinách Kamila Berdycha v rozsáhlem článku s ukázkami veršů Michal Mareš; dodatek k tomuto článku uvedl Kamill Resler v následujícím čísle časopisu.
V 90. letech 20. století znovu objeven a doceněn literárními historiky. Podle Lexikonu české literatury byl autorův postoj „...smutně ironickým protestem a revoltou...“ a „...vyníká podmanivou hudebností i výrazovou přesností.“

## Dílo
- BERDYCH, Kamil. Z melodií bastarda. Praha: J. Veselý, [1907]. 47 s. cnb000562561.
- BERDYCH, Kamil. Dcera Jairova. [Praha: Klub přátel Tvaru], 2000. 32 s. [Epická báseň.]

Ostatní díla zůstala v rukopisech a po básníkově smrti se nezachovala.